# Ліга чемпіонів УЄФА 2019—2020 (кваліфікаційний раунд)
Кваліфікація Ліги чемпіонів УЄФА 2019—2020 розпочалася 25 червня і закінчиться 28 серпня 2019 року.
У кваліфікації до Ліги чемпіонів УЄФА 2019–2020, яка включає попередній раунд, кваліфікаційні раунди та раунд плей-оф, змагаються 53 команди, з яких 43 команд у шляху чемпіонів та 10 команд у шляху нечемпіонів. Шість переможців раунду плей-оф (4 зі шляху чемпіонів та 2 зі шляху нечемпіонів) проходять до групового етапу, щоб приєднатися до 26 команд, які потрапляють до групового етапу напряму.
Час вказаний у EEST (UTC+3). Якщо місцевий час відрізняється, то вказується у дужках.

## Команди

### Шлях чемпіонів
До Шляху чемпіонів потрапляють усі чемпіони національних чемпіонатів (ліг), які не потрапили безпосередньо до групового етапу і складаються з наступних раундів:
- Попередній раунд (4 команди, що грають одноматчеві півфінали та фінал) : у цьому раунді починають 4 команди.
- Перший кваліфікаційний раунд (32 команди) : у цьому раунді починає 31 команда, до якої приєднується 1 переможець попереднього раунду.
- Другий кваліфікаційний раунд (20 команд) : у цьому раунді починають 4 команди, до яких приєднуються 16 переможців першого кваліфікаційного раунду.
- Третій кваліфікаційний раунд (12 команд) : у цьому раунді починають 2 команди, до яких приєднуються 10 переможців другого кваліфікаційного раунду.
- Раунд плей-оф (8 команд) : у цьому раунді починають 2 команди, до яких приєднуються 6 переможців третього кваліфікаційного раунду.

Усі команди, що вибули зі шляху чемпіонів, потрапляють до Ліги Європи:
- 3 команди, що програли в попередньому раунді та 16, що програли в першому кваліфікаційному раунді потрапляють до другого кваліфікаційного раунду (шлях чемпіонів).
- 10 команд, що програли в другому кваліфікаційному раунді, потрапляють до третього кваліфікаційного раунду (шлях чемпіонів).
- 6 команд, що програли в третьому кваліфікаційному раунді, потрапляють до раунду плей-оф (шлях чемпіонів).
- 4 команди, що програли у раунді плей-оф, потрапляють до групового етапу.

Нижче наведено команди, що потрапили до шляху чемпіонів (разом зі своїми клубними коефіцієнтами 2019), згруповані за стартовим раундом. 
| Легенда |
| --- |
| Переможці раунду плей-оф (потрапляють до групового етапу)                                                            |
| Команди, що програли у раунді плей-оф (груповий етап Ліги Європи)                                                    |
| Команди, що програли у третьому відбірковому раунді (раунд плей-оф Ліги Європи)                                      |
| Команди, що програли у другому відбірковому раунді (третій кваліфікаційний раунд Ліги Європи)                        |
| Команди, що програли у попереднього раунді та першому відбірковому раунді (другий кваліфікаційний раунд Ліги Європи) |

| Команда        | Коеф.  |
| -------------- | ------ |
| Янг Бойз       | 27.500 |
| Славія (Прага) | 21.500 |

| Team | Коеф.  |
| ---- | ------ |
| Аякс | 70.500 |
| ПАОК | 23.500 |

| Команда             | Коеф.  |
| ------------------- | ------ |
| Копенгаген          | 31.000 |
| Динамо (Загреб)     | 29.500 |
| АПОЕЛ               | 25.500 |
| Маккабі (Тель-Авів) | 16.000 |

| Команда             | Коеф.  |
| ------------------- | ------ |
| Селтік              | 31.000 |
| БАТЕ                | 27.500 |
| Астана              | 27.500 |
| Лудогорець          | 27.000 |
| Карабах             | 22.000 |
| Марибор             | 18.500 |
| Црвена Звезда       | 16.750 |
| Шериф               | 12.250 |
| Русенборг           | 11.500 |
| ГІК                 | 9.000  |
| Дандолк             | 7.000  |
| Ф91 Дюделанж        | 6.250  |
| Шкендія             | 6.000  |
| Нью-Сейнтс          | 6.000  |
| Слован (Братислава) | 6.000  |
| AIK                 | 5.500  |
| Судува              | 4.250  |
| Валетта             | 4.250  |
| Сараєво             | 4.250  |
| П'яст               | 3.850  |
| Клуж                | 3.500  |
| Ференцварош         | 3.500  |
| Нимме Калью         | 3.500  |
| Сутьєска            | 3.000  |
| Партизані           | 3.000  |
| Валюр               | 2.750  |
| Лінфілд             | 2.250  |
| ГБ Торсгавн         | 1.500  |
| Рига                | 1.125  |
| Арарат-Вірменія     | 1.050  |
| Сабуртало           | 0.950  |

| Команда           | Коеф. |
| ----------------- | ----- |
| Лінкольн Ред Імпс | 4.250 |
| ФК Санта-Колома   | 4.000 |
| Тре Пенне         | 0.750 |
| Феронікелі        | 0.500 |

### Шлях нечемпіонів
До шляху нечемпіонів потрапляють усі команди, які не стали чемпіонами своїх національних чемпіонатів (ліг) та не потрапили безпосередньо до групового етапу. Цей шлях складається з наступних раундів:
- Другий кваліфікаційний раунд (4 команди) : у цьому раунді починають 4 команди.
- Третій кваліфікаційний раунд (8 команд) : у цьому раунді починають 6 команд, до яких приєднуються 2 переможця другого кваліфікаційного раунду.
- Раунд плей-оф (4 команди) : в цей раунд потрапляють 4 переможця третього кваліфікаційного раунду.

Усі команди, що вибувають зі шляху нечемпіонів, потрапляють до Ліги Європи :
- 2 команди, що програли в другому відбірковому раунді, потрапляють до третього кваліфікаційного раунду (головний шлях) .
- 4 команди, що програли в третьому кваліфікаційному раунді та 2, що програли у раунді плей-оф, потрапляють до групового етапу .

Нижче наведені команди, що потрапили до шляху нечемпіонів (разом зі своїми клубними коефіцієнтами 2019), згруповані за стартовим раундом. 
| Легенда                                                                                               |
| --- |
| Переможці раунду плей-оф (потрапляють до групового етапу)                                             |
| Команди, що програли у раунді плей-оф та третьому кваліфікаційному раунді (груповий етап Ліги Європи) |
| Команди, що програли у другому відбірковому раунді (третій кваліфікаційний раунд Ліги Європи)         |

| Команда             | Коеф.  |
| ------------------- | ------ |
| Порту               | 93.000 |
| Динамо (Київ)       | 65,000 |
| Брюгге              | 39,500 |
| Краснодар           | 34.500 |
| Істанбул Башакшехір | 10.500 |
| ЛАСК                | 6.250  |

| Команда            | Коеф.  |
| ------------------ | ------ |
| Базель             | 54.500 |
| Олімпіакос         | 44,000 |
| ПСВ                | 37.000 |
| Вікторія (Пльзень) | 33,000 |

## Формат
Кожна з пар (окрім попереднього раунду) грає два матчі, де кожна команда грає по одному матчу вдома. Команда, яка забиває більше голів за сукупністю за двох ігор, проходить до наступного раунду. Якщо сума забитих голів є рівною, застосовується правило гола, забитого на чужому полі (тобто команда, яка забиває більше голів в гостях, проходить далі). Якщо за цим показником теж нічия, то команди грають додатковий час. По закінченню додаткового часу, для виявлення переможця застосовують такі ж правила, як і до його початку: якщо за сумою голів, забитих у обох матчах та додатковому часі переможця не виявлено, то знову застосовують правило гола на виїзді (тільки тепер з урахуванням голів у додатковому часі). Якщо під час додаткового часу жодна команда не забила (тобто переможця досі не визначено), призначаються післяматчеві пенальті .
У попередньому раунді команди грають між собою маленький «турнір», де команди грають по одному півфінальному та фінальному матчу, усі з яких проходять на полі попередньо обраної команди. Команди, які перемогли у своїх півфінальних матчах, грають між собою у фінальному матчі. Якщо основний час закінчуються нічиєю, то команди грають додатковий час, після чого (у випадку, коли переможця не виявлено) призначаються пенальті.
У жеребкуваннях кожного раунду, команди поділяються на сіяних та несіяних на основі клубних коефіцієнтів УЄФА на початку сезону. Сіяні команди можуть зіграти тільки з однією з несіяних. Також за результатами жеребкування визначається, яка з команд зіграє перший матч вдома (або буде номінальним господарем у матчах попереднього раунду). Оскільки переможці попередніх раундів невідомі на момент проведення жеребкувань, розділення на сіяних-несіяних проводиться за припущенням, що команда з вищим коефіцієнтом буде переможцем пари (тобто, якщо команда з меншим коефіцієнтом перемагає за сумою двох матчів суперника з більшим коефіцієнтом, то у наступному раунді просто займає місце команди, коефіцієнт якої використовувався в жеребкуванні). Перед жеребкуваннями УЄФА може формувати «групи» відповідно до принципів, встановлених Комітетом Клубних змагань, але вони виключно для зручності проведення жеребкування (не впливають на саме змагання). За рішенням УЄФА, команди з асоціацій, що знаходяться у стані політичного конфлікту, за результатами жеребкування не можуть потрапити в одну пару (тобто, грати одна проти одної). Після жеребкування, УЄФА може поміняти, яка з команд грає перший матч вдома, через використання стадіону декількома командами, чи інших причин.

## Розклад
Графік проведення відбору є наступним (усі жеребкування проводяться у штаб-квартирі УЄФА у Ніоні, Швейцарія) : 
| Раунд                        | Жеребкування        | Перший матч                              | Матч-відповідь                        |
| ---------------------------- | ------------------- | ---------------------------------------- | ------------------------------------- |
| Попередній раунд             | 11 червня 2019 року | 25 червня 2019 року (півфінальний раунд) | 28 червня 2019 року (фінальний раунд) |
| Перший кваліфікаційний раунд | 18 червня 2019 року | 9–10 липня 2019 року                     | 16–17 липня 2019 року                 |
| Другий кваліфікаційний раунд | 19 червня 2019 року | 23–24 липня 2019 року                    | 30–31 липня 2019 року                 |
| Третій кваліфікаційний раунд | 22 липня 2019 року  | 6–7 серпня 2019 року                     | 13 серпня 2019 року                   |
| Раунд плей-оф                | 5 серпня 2019 року  | 20–21 серпня 2019 року                   | 27–28 серпня 2019 року                |

## Попередній раунд
Жеребкування попереднього раунду відбулося 11 червня 2019, о 13:00 (12:00 CEST), для визначення матчів півфіналу та формальної команди–господаря кожного півфіналу та фіналу. 

### Команди
Загалом у попередній жеребкуванні брали участь чотири команди. Дві команди були посіяні, а дві команди не були прибрані до розіграшу півфіналу. 
| Сіяні                                 | Несіяні                  |
| ------------------------------------- | ------------------------ |
| - Лінкольн Ред Імпс - ФК Санта-Колома | - Тре Пенне - Феронікелі |

### Турнірна сітка
|  | Півфінальний раунд   | Півфінальний раунд |                      |   | Фінальний раунд | Фінальний раунд |
|  |                      |                    |                      |   |                 |                 |
|  | 25 червня – Приштина |                    |                      |   |                 |                 |
|  |                      |                    |                      |   |                 |                 |
|  | Феронікелі           | 1                  |                      |   |                 |                 |
|  | Феронікелі           | 1                  | 28 червня – Приштина |   |                 |                 |
|  | Лінкольн Ред Імпс    | 0                  |                      |   |                 |                 |
|  | Лінкольн Ред Імпс    | 0                  | Феронікелі           | 2 |                 |                 |
|  | 25 червня – Приштина |                    | Феронікелі           | 2 |                 |                 |
|  |                      | ФК Санта-Колома    | 1                    |   |                 |                 |
|  | Тре Пенне            | ФК Санта-Колома    | 1                    | 0 |                 |                 |
|  | Тре Пенне            |                    |                      | 0 |                 |                 |
|  | ФК Санта-Колома      | 1                  |                      |   |                 |                 |
|  | ФК Санта-Колома      | 1                  |                      |   |                 |                 |

### Результати
Півфінальний раунд відбувся 25 червня, а фінальний раунд - 28 червня 2019 року, обидва на стадіоні Фаділ Вокрі в Приштині, Косово. 
| Команда 1          | Рахунок            | Команда 2          |
| Півфінальний раунд | Півфінальний раунд | Півфінальний раунд |
| ------------------ | ------------------ | ------------------ |
| Феронікелі         | 1:0                | Лінкольн Ред Імпс  |
| Тре Пенне          | 0:1                | ФК Санта-Колома    |
| Фінальний раунд    |                    |                    |
| Феронікелі         | 2:1                | ФК Санта-Колома    |

### Півфінальний раунд
| Півфінал 2 25 червня 2019 | Тре Пенне | 0–1      | ФК Санта-Колома | Приштина, Косово      |  |
| 16:00 (15:00 UTC+2)       |           | Протокол | Камочу 76'      | Стадіон: Фаділь Вокрі |  |
|                           |           |          |                 |                       |  |

| Півфінал 1 25 червня 2019 | Феронікелі | 1–0      | Лінкольн Ред Імпс | Приштина, Косово      |  |
| 21:45 (20:45 UTC+2)       | М. Хоті 3' | Протокол |                   | Стадіон: Фаділь Вокрі |  |
|                           |            |          |                   |                       |  |

### Фінальний раунд
| Фінал 28 червня 2019 | Феронікелі         | 2–1      | ФК Санта-Колома | Приштина, Косово      |  |
| 21:45 (20:45 UTC+2)  | Зека 58' Рекза 87' | Протокол | Соса 52'        | Стадіон: Фаділь Вокрі |  |
|                      |                    |          |                 |                       |  |

## Перший кваліфікаційний раунд
18 червня 2019 р., о 15:30 (14:30 CEST) відбулося жеребкування першого кваліфікаційного раунду.

### Команди
У першому відбірковому раунді змагаються 32 команди: 31 команда, що потрапляє до цього раунду напряму, та переможець попереднього раунду. Для жеребкування, команди були поділені на три групи: дві групи складаються з 10 команд, в кожній з яких 5 сіяних та 5 несіяних команд, та одна група з 12 команд, в якій 6 сіяних та 6 несіяних команд.
| Група 1                                               | Група 1                                                       | Група 2                                                         | Група 2                                                | Група 3                                                   | Група 3                                                        |
| Сіяні                                                 | Несіяні                                                       | Сіяні                                                           | Несіяні                                                | Сіяні                                                     | Несіяні                                                        |
| ----------------------------------------------------- | ------------------------------------------------------------- | --------------------------------------------------------------- | ------------------------------------------------------ | --------------------------------------------------------- | -------------------------------------------------------------- |
| - Астана - Лудогорець - Црвена Звезда - Шкендія - AIK | - Судува - Клуж - Ференцварош - Нимме Калью - Арарат-Вірменія | - Селтік - Карабах - Шериф - Ф91 Дюделанж - Слован (Братислава) | - Валетта - Сараєво - Сутьєска - Партизані - Сабуртало | - БАТЕ - Марибор - Русенборг - ГІК - Дандолк - Нью-Сейнтс | - Феронікелі[†] - П'яст - Валюр - Лінфілд - ГБ Торсгавн - Рига |

Примітки
1. † Переможець попереднього раунду. Оскільки на момент жеребкування не було відомо, хто переможець, використовувався коефіцієнт команди з найбільшим КК. Команди, відмічені курсивом, обіграли суперника з більшим коефіцієнтом і, таким чином, використовували коефіцієнт суперника під час жеребкування.

### Результати
Перші матчі відбулися 9 і 10 липня, а другі - 16 і 17 липня 2018 року.
| Команда 1           | Заг.           | Команда 2     | 1-й матч | 2-й матч |
| ------------------- | -------------- | ------------- | -------- | -------- |
| Нимме Калью         | 2–2 (ч)        | Шкендія       | 0–1      | 2–1      |
| Судува              | 1–2            | Црвена Звезда | 0–0      | 1–2      |
| Арарат-Вірменія     | 3–4            | AIK           | 2–1      | 1–3      |
| Астана              | 2–3            | Клуж          | 1–0      | 1–3      |
| Ференцварош         | 5–3[a]         | Лудогорець    | 2–1      | 3–2      |
| Партизані           | 0–2            | Карабах       | 0–0      | 0–2      |
| Слован (Братислава) | 2–2 (пен. 2–3) | Сутьєска      | 1–1      | 1–1 (дч) |
| Сараєво             | 2–5[a]         | Селтік        | 1–3      | 1–2      |
| Шериф               | 3–4            | Сабуртало     | 0–3      | 3–1      |
| Ф91 Дюделанж        | 3–3 (ч)        | Валетта       | 2–2      | 1–1      |
| Лінфілд             | 0–6            | Русенборг     | 0–2      | 0–4      |
| Валюр               | 0–5            | Марибор       | 0–3      | 0–2      |
| Дандолк             | 0–0 (пен. 5–4) | Рига          | 0–0      | 0–0 (дч) |
| Нью-Сейнтс          | 3–2            | Феронікелі    | 2–2      | 1–0      |
| ГІК                 | 5–2            | ГБ Торсгавн   | 3–0      | 2–2      |
| БАТЕ                | 3–2            | П'яст         | 1–1      | 2–1      |

Примітки
1. ^ a b Порядок ігор було змінено після жеребкування.

### Матчі
| 9 липня 2019 19:00 |

| Нимме Калью | 0-1      | Шкендія                 |
| ----------- | -------- | ----------------------- |
|             | Протокол | - А. Ібраімі 81' (пен.) |

| Кадріорг, Таллінн |

| 16 липня 2019 18:00 (17:00 CEST) |

| Шкендія                 | 1-2      | Нимме Калью             |
| ----------------------- | -------- | ----------------------- |
| - А. Ібраімі 62' (пен.) | Протокол | - Удже 6' - Ліліу 90+1' |

| Тоше Проєски Арена, Скоп'є |

| 9 липня 2019 21:00 |

| Судува | 0-0      | Црвена Звезда |
| ------ | -------- | ------------- |
|        | Протокол |               |

| Судува, Маріямполе |

| 16 липня 2019 21:45 (20:45 CEST) |

| Црвена Звезда           | 2-1      | Судува           |
| ----------------------- | -------- | ---------------- |
| - Боак'є 4' - Марін 29' | Протокол | - Топчагич 90+6' |

| Црвена Звезда, Белград |

| 9 липня 2019 17:00 (18:00 AMT) |

| Арарат-Вірменія           | 2-1      | AIK         |
| ------------------------- | -------- | ----------- |
| - Аветисян 3' (пен.), 45' | Протокол | - Обасі 39' |

| Єреванська футбольна академія, Єреван |

| 17 липня 2019 20:00 (19:00 CEST) |

| AIK                                       | 3-1      | Арарат-Вірменія |
| ----------------------------------------- | -------- | --------------- |
| - Гойтом 47', 52' - С. Ларссон 62' (пен.) | Протокол | - Кобялко 77'   |

| Френдз Арена, Стокгольм |

| 9 липня 2019 16:00 (19:00 ALMT) |

| Астана          | 1-0      | Клуж |
| --------------- | -------- | ---- |
| - Постніков 68' | Протокол |      |

| Астана Арена, Нур-Султан |

| 17 липня 2019 21:00 |

| Клуж                   | 3-1      | Астана         |
| ---------------------- | -------- | -------------- |
| - Омрані 10', 26', 73' | Протокол | - Муртазаєв 4' |

| Константін Радулеску, Клуж-Напока |

| 10 липня 2019 21:00 (20:00 CEST) |

| Ференцварош             | 2-1      | Лудогорець    |
| ----------------------- | -------- | ------------- |
| - Нгуен 6' - Зубков 65' | Протокол | - Швєрчок 31' |

| Групама Арена, Будапешт |

| 17 липня 2019 20:30 |

| Лудогорець                       | 2-3      | Ференцварош                             |
| -------------------------------- | -------- | --------------------------------------- |
| - Терзієв 24' - Гайстер 69' (аг) | Протокол | - Харатін 17' - Шкварка 21' - Нгуен 48' |

| Лудогорець Арена, Разград |

| 10 липня 2019 18:30 (17:30 CEST) |

| Партизані | 0-0      | Карабах |
| --------- | -------- | ------- |
|           | Протокол |         |

| Сельман Стармасі, Тирана |

| 17 липня 2019 20:00 (21:00 AZT) |

| Карабах                      | 2-0      | Партизані |
| ---------------------------- | -------- | --------- |
| - Озобич 51' - Кінтана 90+4' | Протокол |           |

| Далга Арена, Баку |

| 10 липня 2019 21:15 (20:15 CEST) |

| Слован (Братислава) | 1-1      | Сутьєска         |
| ------------------- | -------- | ---------------- |
| - Шпорар 82'        | Протокол | - Кояшевич 90+5' |

| Національний футбольний стадіон, Братислава |

| 17 липня 2019 21:15 (20:15 CEST) |

| Сутьєска                                                  | 1-1 (дч) | Слован (Братислава)                         |
| --------------------------------------------------------- | -------- | ------------------------------------------- |
| - Шофранац 90+3'                                          | Протокол | - Недич 49' (аг)                            |
|                                                           | Пенальті |                                             |
| - Ніколич - Кояшевич - Влайсавлєвич - Бубанья - Булатович | 3-2      | - Дражич - Божиков - Ратао - Абена - Шпорар |

| Край Бистріце, Никшич |

| 9 липня 2019 20:45 (19:45 CEST) |

| Сараєво      | 1-3      | Селтік                                   |
| ------------ | -------- | ---------------------------------------- |
| - Оремуш 29' | Протокол | - Джонстон 35' - Едуар 51' - Сінклер 85' |

| Асім Ферхатович-Хасе, Сараєво |

| 17 липня 2019 21:45 (19:45 BST) |

| Селтік                       | 2-1      | Сараєво     |
| ---------------------------- | -------- | ----------- |
| - Крісті 26' - Макгрегор 75' | Протокол | - Татар 62' |

| Селтік Парк, Глазго |

| 10 липня 2019 20:00 |

| Шериф | 0-3      | Сабуртало                                    |
| ----- | -------- | -------------------------------------------- |
|       | Протокол | - Ролович 30' - Кохреїдзе 67' - Какубава 71' |

| Шериф, Тирасполь |

| 16 липня 2019 20:30 (21:30 GET) |

| Сабуртало     | 1-3      | Шериф                                           |
| ------------- | -------- | ----------------------------------------------- |
| - Ролович 59' | Протокол | - Латіфі 3' - Маргвелашвілі 8' (аг) - Тамбе 11' |

| Міхеіл Месхі, Тбілісі |

| 9 липня 2019 21:00 (20:00 CEST) |

| Ф91 Дюделанж                 | 2-2      | Валетта                |
| ---------------------------- | -------- | ---------------------- |
| - Беттаєб 26' - Штольц 45+2' | Протокол | - Пакер 64' - Борг 70' |

| Жозі Бартель, Люксембург |

| 16 липня 2019 21:00 (20:00 CEST) |

| Валетта          | 1-1      | Ф91 Дюделанж |
| ---------------- | -------- | ------------ |
| - Фонтанелла 35' | Протокол | - Покар 59'  |

| Сентенарі, Та-Калі |

| 10 липня 2019 21:45 (19:45 BST) |

| Лінфілд | 0-2      | Русенборг                   |
| ------- | -------- | --------------------------- |
|         | Протокол | - Єнсен 22' - Седерлунн 69' |

| Віндзор Парк, Белфаст |

| 17 липня 2019 20:00 (19:00 CEST) |

| Русенборг                                      | 4-0      | Лінфілд |
| ---------------------------------------------- | -------- | ------- |
| - Конрадсен 20', 51' - Девід 69' - Гелланн 85' | Протокол |         |

| Леркендал, Тронгейм |

| 10 липня 2019 23:00 (20:00 WET) |

| Валюр | 0-3      | Марибор                                           |
| ----- | -------- | ------------------------------------------------- |
|       | Протокол | - Перічич 43' - Хотич 60' - Кронаветер 86' (пен.) |

| Хлідаренді, Рейк'явік |

| 17 липня 2019 21:15 (20:15 CEST) |

| Марибор                        | 2-0      | Валюр |
| ------------------------------ | -------- | ----- |
| - Кронаветер 11' - Таварес 32' | Протокол |       |

| Людські врт, Марибор |

| 10 липня 2019 21:45 (19:45 IST) |

| Дандолк | 0-0      | Рига |
| ------- | -------- | ---- |
|         | Протокол |      |

| Оріел-Парк, Дандолк |

| 17 липня 2019 19:30 |

| Рига                                                              | 0-0      | Дандолк                                                         |
| ----------------------------------------------------------------- | -------- | --------------------------------------------------------------- |
|                                                                   | Протокол |                                                                 |
|                                                                   | Пенальті |                                                                 |
| - Дебелко - Шарич - Габовс - Брісола - Панич - Ракелс - Петерсонс | 4-5      | - Хобан - Маррей - Джарвіс - Мессі - Дж. Келлі - Макграт - Хоур |

| Сконто, Рига |

| 9 липня 2019 21:00 (19:00 BST) |

| Нью-Сейнтс                         | 2-2      | Феронікелі                       |
| ---------------------------------- | -------- | -------------------------------- |
| - Дрейпер 49' (пен.) - Едвардс 77' | Протокол | - Зека 89' - Фазліу 90+3' (пен.) |

| Парк Галл, Освестрі |

| 16 липня 2019 21:45 (20:45 CEST) |

| Феронікелі | 0-1      | Нью-Сейнтс |
| ---------- | -------- | ---------- |
|            | Протокол | - Ебб 67'  |

| Фаділь Вокрі, Приштина |

| 9 липня 2019 19:00 |

| ГІК                                    | 3-0      | ГБ Торсгавн |
| -------------------------------------- | -------- | ----------- |
| - Лаппалайнен 21', 66' - О'Шонессі 42' | Протокол |             |

| Телья 5G Арена, Гельсінкі |

| 16 липня 2019 21:00 (19:00 WEST) |

| ГБ Торсгавн                  | 2-2      | ГІК              |
| ---------------------------- | -------- | ---------------- |
| - Пінгель 17' - Андерсен 56' | Протокол | - Ріскі 60', 77' |

| Гундадалур, Торсгавн |

| 10 липня 2019 20:00 |

| БАТЕ         | 1-1      | П'яст         |
| ------------ | -------- | ------------- |
| - Драгун 64' | Протокол | - Пажишек 36' |

| Борисов-Арена, Борисов |

| 17 липня 2019 21:00 (20:00 CEST) |

| П'яст             | 1-2      | БАТЕ                            |
| ----------------- | -------- | ------------------------------- |
| - Червінський 21' | Протокол | - Мукам 82' (пен.) - Волков 87' |

| Міський стадіон, Глівіце |

## Другий кваліфікаційний раунд
19 червня 2019 р., о 13:00 (12:00 CEST) відбулося жеребкування другого кваліфікаційного раунду.

### Команди
До жеребкуванні другого кваліфікаційного раунду потрапили 24 команди:
- Шлях чемпіонів: 4 команди, що потрапили в цей раунд напряму, та 16 переможців першого кваліфікаційного раунду. Команди (для зручності) розділені на дві групи по 10 команд, з яких 5 сіяні та 5 несіяні.
- Шлях нечемпіонів: 4 команди, що потрапили в цей раунд напряму. З них 2 команди сіяні, а 2 інші — несіяні.

| Шлях чемпіонів                                                 | Шлях чемпіонів                                                                 | Шлях чемпіонів                                                        | Шлях чемпіонів                                                  | Шлях нечемпіонів      | Шлях нечемпіонів           |
| Група 1                                                        | Група 1                                                                        | Група 2                                                               | Група 2                                                         | Шлях нечемпіонів      | Шлях нечемпіонів           |
| Сіяні                                                          | Несіяні                                                                        | Сіяні                                                                 | Несіяні                                                         | Сіяні                 | Несіяні                    |
| -------------------------------------------------------------- | ------------------------------------------------------------------------------ | --------------------------------------------------------------------- | --------------------------------------------------------------- | --------------------- | -------------------------- |
| - Копенгаген - БАТЕ[†] - Клуж[†] - Ференцварош[†] - Карабах[†] | - Маккабі (Тель-Авів) - Русенборг[†] - Дандолк[†] - Валетта[†] - Нью-Сейнтс[†] | - Селтік[†] - Динамо (Загреб) - АПОЕЛ - Марибор[†] - Црвена Звезда[†] | - Сабуртало[†] - ГІК[†] - Нимме Калью[†] - Сутьєска[†] - AIK[†] | - Базель - Олімпіакос | - ПСВ - Вікторія (Пльзень) |

Примітки

### Результати
Перші матчі були зіграні 23 та 24 липня, а другі — 30 та 31 липня 2019.
| Команда 1     | Заг.    | Команда 2           | 1-й матч | 2-й матч |
| ------------- | ------- | ------------------- | -------- | -------- |
| Клуж          | 3–2     | Маккабі (Тель-Авів) | 1–0      | 2–2      |
| БАТЕ          | 2–3     | Русенборг           | 2–1      | 0–2      |
| Нью-Сейнтс    | 0–3     | Копенгаген          | 0–2      | 0–1      |
| Ференцварош   | 4–2     | Валетта             | 3–1      | 1–1      |
| Дандолк       | 1–4     | Карабах             | 1–1      | 0–3      |
| Сабуртало     | 0–5     | Динамо (Загреб)     | 0–2      | 0–3      |
| Селтік        | 7–0     | Нимме Калью         | 5–0      | 2–0      |
| Црвена Звезда | 3–2     | ГІК                 | 2–0      | 1–2      |
| Сутьєска      | 0–4     | АПОЕЛ               | 0–1      | 0–3      |
| Марибор       | 4–4 (ч) | AIK                 | 2–1      | 2–3 (дч) |

| Команда 1          | Заг.    | Команда 2  | 1-й матч | 2-й матч |
| ------------------ | ------- | ---------- | -------- | -------- |
| Вікторія (Пльзень) | 0–4     | Олімпіакос | 0–0      | 0–4      |
| ПСВ                | 4–4 (ч) | Базель     | 3–2      | 1–2      |

### Шлях чемпіонів
| 24 липня 2019 21:00 1–й матч |

| Клуж       | 1–0      | Маккабі (Тель-Авів) |
| ---------- | -------- | ------------------- |
| Омрані 22' | Протокол |                     |

| Константін Радулеску, Клуж-Напока Глядачів: 11 150 |

| 30 липня 2019 20:00 2–й матч |

| Маккабі (Тель-Авів)       | 2–2      | Клуж                            |
| ------------------------- | -------- | ------------------------------- |
| - Блекмен 15' - Cohen 48' | Протокол | - Culio 19' (пен.) - Рондон 42' |

| Нетанья, Нетанья Глядачів: 11 947 |

| 24 липня 2019 20:00 1–й матч |

| БАТЕ                          | 2–1      | Русенборг     |
| ----------------------------- | -------- | ------------- |
| Стасевич 5' (пен.) Скавиш 51' | Протокол | Конрадсен 25' |

| Борисов-Арена, Борисов Глядачів: 12 696 |

| 31 липня 2019 20:00 (19:00 UTC+2) 2–й матч |

| Русенборг                            | 2–0      | БАТЕ |
| ------------------------------------ | -------- | ---- |
| - Гелланн 73' (пен.) - Седерлунн 85' | Протокол |      |

| Леркендал, Тронгейм Глядачів: 14 875 |

| 23 липня 2019 21:00 (19:00 UTC+1) 1–й матч |

| Нью-Сейнтс | 0–2      | Копенгаген                      |
| ---------- | -------- | ------------------------------- |
|            | Протокол | - Сотіріу 18' - Сков 61' (пен.) |

| Парк Галл, Освестрі Глядачів: 1 230 |

| 31 липня 2019 20:45 (19:45 UTC+2) 2–й матч |

| Копенгаген | 1–0      | Нью-Сейнтс |
| ---------- | -------- | ---------- |
| Зека 52'   | Протокол |            |

| Паркен, Копенгаген Глядачів: 12 523 |

| 24 липня 2019 21:00 (20:00 UTC+2) 1–й матч |

| Ференцварош                                    | 3–1      | Валетта  |
| ---------------------------------------------- | -------- | -------- |
| - Бонелло 19' (аг) - Ланцафаме 36' (пен.), 59' | Протокол | Yuri 85' |

| Групама Арена, Будапешт Глядачів: 18 603 |

| 30 липня 2019 21:00 (20:00 UTC+2) 2–й матч |

| Валетта               | 1–1      | Ференцварош |
| --------------------- | -------- | ----------- |
| Fontanella 27' (пен.) | Протокол | Nguen 60'   |

| Сентенарі, Та-Калі Глядачів: 1 108 |

| 24 липня 2019 21:45 (19:45 UTC+1) 1–й матч |

| Дандолк   | 1–1      | Карабах   |
| --------- | -------- | --------- |
| Hoban 78' | Протокол | Емрелі 4' |

| Оріел-Парк, Дандолк Глядачів: 3 100 |

| 31 липня 2019 20:00 (21:00 UTC+4) 2–й матч |

| Карабах                        | 3–0      | Дандолк |
| ------------------------------ | -------- | ------- |
| - Romero 12', 87' - Ailton 76' | Протокол |         |

| Далга Арена, Баку Глядачів: 5 832 |

| 23 липня 2019 20:30 (21:30 UTC+4) 1–й матч |

| Сабуртало | 0-2      | Динамо (Загреб)                   |
| --------- | -------- | --------------------------------- |
|           | Протокол | - Оршич 67' - Petković 78' (пен.) |

| Стадіон імені Михайла Месхі, Тбілісі Глядачів: 15 165 |

| 30 липня 2019 21:00 (20:00 UTC+2) 2–й матч |

| Динамо (Загреб)                               | 3–0      | Сабуртало |
| --------------------------------------------- | -------- | --------- |
| - Оршич 77' - Petković 88' - Дані Ольмо 90+4' | Протокол |           |

| Максимір, Загреб Глядачів: 0 (матч без глядачів) |

| 24 липня 2019 21:45 (19:45 UTC+1) 1–й матч |

| Селтік                                                                 | 5-0      | Нимме Калью |
| ---------------------------------------------------------------------- | -------- | ----------- |
| - Ajer 36' - Christie 44' (пен.), 65' - Гріффітс 45+3' - Макгрегор 77' | Протокол |             |

| Селтік Парк, Глазго Глядачів: 41 872 |

| 30 липня 2019 20:00 2–й матч |

| Нимме Калью | 0-2      | Селтік                           |
| ----------- | -------- | -------------------------------- |
|             | Протокол | - Kulinitš 10' (аг) - Швед 90+3' |

| А. Ле Кок Арена, Таллінн Глядачів: 4 014 |

| 24 липня 2019 21:45 (20:45 UTC+2) 1–й матч |

| Црвена Звезда             | 2-0      | ГІК |
| ------------------------- | -------- | --- |
| - Боак'є 27' - Павков 90' | Протокол |     |

| Стадіон імені Райко Митича, Белград Глядачів: 36 289 |

| 31 липня 2019 19:00 2–й матч |

| ГІК                           | 2-1      | Црвена Звезда |
| ----------------------------- | -------- | ------------- |
| - Dahlström 46' - Ріскі 90+2' | Протокол | Jovančić 56'  |

| Телья 5G Арена, Гельсінкі Глядачів: 9 107 |

| 23 липня 2019 21:15 (20:15 UTC+2) 1–й матч |

| Сутьєска | 0-1      | АПОЕЛ                  |
| -------- | -------- | ---------------------- |
|          | Протокол | De Vincenti 42' (пен.) |

| Край Бістріце, Никшич Глядачів: 5 500 |

| 30 липня 2019 20:00 2–й матч |

| АПОЕЛ                  | 3-0      | Сутьєска |
| ---------------------- | -------- | -------- |
| Pavlović 13', 25', 66' | Протокол |          |

| ГСП, Нікосія Глядачів: 8 297 |

| 24 липня 2019 21:15 (20:15 UTC+2) 1–й матч |

| Марибор                       | 2-1      | AIK        |
| ----------------------------- | -------- | ---------- |
| - Кронаветер 6' - Ivković 38' | Протокол | Гойтом 28' |

| Людські врт, Марибор Глядачів: 7 816 |

| 31 липня 2019 20:00 (19:00 UTC+2) 2–й матч |

| AIK                                         | 3-2 (дч) | Марибор                   |
| ------------------------------------------- | -------- | ------------------------- |
| - Карлссон 4' - Ларссон 61' - Ельюнуссі 93' | Протокол | - Kotnik 48' - Crețu 117' |

| Френдз Арена, Сульна Глядачів: 19 179 |

### Шлях нечемпіонів
| 23 липня 2019 20:00 (19:00 UTC+2) 1–й матч |

| Вікторія (Пльзень) | 0-0      | Олімпіакос |
| ------------------ | -------- | ---------- |
|                    | Протокол |            |

| Дусан Арена, Пльзень Глядачів: 10 632 |

| 30 липня 2019 21:30 2–й матч |

| Олімпіакос                                     | 4-0      | Вікторія (Пльзень) |
| ---------------------------------------------- | -------- | ------------------ |
| - Гільєрме 51', 73' - Герреро 70' - Semedo 82' | Протокол |                    |

| Георгіос Караїскакіс, Пірей Глядачів: |

| 23 липня 2019 21:00 (20:00 UTC+2) 1–й матч |

| ПСВ                                     | 3-2      | Базель                      |
| --------------------------------------- | -------- | --------------------------- |
| - Брума 14' - Ламмерс 89' - Malen 90+2' | Протокол | - Аєті 45+1' - Alderete 79' |

| Філіпс, Ейндговен Глядачів: |

| 30 липня 2019 21:00 (20:00 UTC+2) 2–й матч |

| Базель                            | 2-1      | ПСВ       |
| --------------------------------- | -------- | --------- |
| - Cömert 8' - ван Волфсвінкел 68' | Протокол | Брума 23' |

| Санкт-Якоб Парк, Базель Глядачів: |

## Третій кваліфікаційний раунд
22 липня 2019 р., о 13:00 (12:00 CEST) відбулося жеребкування третього кваліфікаційного раунду.

### Команди
До жеребкуванні третього кваліфікаційного раунду потрапило 20 команд:
- Шлях чемпіонів: 2 команди, що потрапили в цей раунд напряму, та 10 переможців другого кваліфікаційного раунду. З них 6 команд сіяні, а 6 інших — несіяні.
- Шлях нечемпіонів: 6 команди, що потрапили в цей раунд напряму, та 2 переможця другого кваліфікаційного раунду. З них 4 команди сіяні, а 4 інші — несіяні. Команди з України та Росії не можуть грати одна проти одної, тому якщо за результатами жеребкування ці команди випадуть одна на одну, команда, яку витягнули другою автоматично переходить до наступної пари. В жеребкуванні третього кваліфікаційного раунду так і трапилося, тому Динамо (друга команда) автоматично перейшла до наступної пари і для кожної з команд був визначений новий суперник.

| Шлях чемпіонів                                                                    | Шлях чемпіонів                                                                 | Шлях нечемпіонів                                    | Шлях нечемпіонів                                  |
| Сіяні                                                                             | Несіяні                                                                        | Сіяні                                               | Несіяні                                           |
| --------------------------------------------------------------------------------- | ------------------------------------------------------------------------------ | --------------------------------------------------- | ------------------------------------------------- |
| - Аякс - Селтік[†] - Копенгаген[†] - Динамо (Загреб)[†] - Русенборг[†] - АПОЕЛ[†] | - ПАОК - Карабах[†] - Марибор[†] - Црвена Звезда[†] - Клуж[†] - Ференцварош[†] | - Порту - Динамо (Київ) - Базель[†] - Олімпіакос[†] | - Брюгге - Краснодар - Істанбул Башакшехір - ЛАСК |

Примітки
1. † Переможці другого кваліфікаційного раунду. Команди, відмічені курсивом, обіграли команду з більшим коефіцієнтом і, таким чином, використовули коефіцієнт суперника під час жеребкування.

### Результати
Перші матчі були зіграні 6 та 7 серпня, а другі — 13 серпня 2019.
| Команда 1       | Заг.           | Команда 2   | 1-й матч | 2-й матч |
| --------------- | -------------- | ----------- | -------- | -------- |
| Клуж            | 5–4            | Селтік      | 1–1      | 4–3      |
| АПОЕЛ           | 3–2            | Карабах     | 1–2      | 2–0      |
| ПАОК            | 4–5            | Аякс        | 2–2      | 2–3      |
| Динамо (Загреб) | 5–1            | Ференцварош | 1–1      | 4–0      |
| Црвена Звезда   | 2–2 (пен. 7–6) | Копенгаген  | 1–1      | 1–1 (дч) |
| Марибор         | 2–6            | Русенборг   | 1–3      | 1–3      |

| Команда 1           | Заг.    | Команда 2     | 1-й матч | 2-й матч |
| ------------------- | ------- | ------------- | -------- | -------- |
| Істанбул Башакшехір | 0–3     | Олімпіакос    | 0–1      | 0–2      |
| Краснодар           | 3–3 (ч) | Порту         | 0–1      | 3–2      |
| Брюгге              | 4–3     | Динамо (Київ) | 1–0      | 3–3      |
| Базель              | 2–5     | ЛАСК          | 1–2      | 1–3      |

### Шлях чемпіонів
| 7 серпня 2019 21:00 1-й матч |

| Клуж       | 1–1      | Селтік      |
| ---------- | -------- | ----------- |
| Рондон 28' | Протокол | Форрест 37' |

| Константін Радулеску, Клуж-Напока Глядачів: 13 055 |

| 13 серпня 2019 21:45 (19:45 UTC+1) 2-й матч |

| Селтік                                   | 3–4      | Клуж                                               |
| ---------------------------------------- | -------- | -------------------------------------------------- |
| - Форрест 51' - Едуар 61' - Christie 76' | Протокол | - Дяк 27' - Omrani 74' (пен.), 80' - Цукудян 90+7' |

| Селтік Парк, Глазго Глядачів: 50 964 |

| 6 серпня 2019 20:00 1-й матч |

| АПОЕЛ        | 1–2      | Карабах                |
| ------------ | -------- | ---------------------- |
| Меркіс 90+5' | Протокол | - Емрелі 54' - Гує 69' |

| ГСП, Нікосія Глядачів: 9 481 |

| 13 серпня 2019 19:30 (20:30 UTC+4) 2-й матч |

| Карабах | 0–2      | АПОЕЛ                                |
| ------- | -------- | ------------------------------------ |
|         | Протокол | - De Vincenti 34' (пен.) - Matić 68' |

| Далга Арена, Баку Глядачів: 31 531 |

| 6 серпня 2019 20:00 1-й матч |

| ПАОК                    | 2–2      | Аякс                      |
| ----------------------- | -------- | ------------------------- |
| - Akpom 32' - Матос 39' | Протокол | - Зієш 10' - Гунтелар 57' |

| Тумба, Салоніки Глядачів: 23 418 |

| 13 серпня 2019 21:30 (20:30 UTC+2) 2-й матч |

| Аякс                                           | 3–2      | ПАОК                |
| ---------------------------------------------- | -------- | ------------------- |
| - Тадич 43' (пен.), 85' (пен.) - Тальяфіко 79' | Протокол | Biseswar 43', 90+4' |

| Йоган Кройф Арена, Амстердам Глядачів: 53 942 |

| 6 серпня 2019 21:00 (20:00 UTC+2) 1-й матч |

| Динамо (Загреб) | 1–1      | Ференцварош |
| --------------- | -------- | ----------- |
| Ольмо 7'        | Протокол | Sigér 59'   |

| Максимір, Загреб Глядачів: 14 283 |

| 13 серпня 2019 21:00 (20:00 UTC+2) 2-й матч |

| Ференцварош | 0–4      | Динамо (Загреб)                                   |
| ----------- | -------- | ------------------------------------------------- |
|             | Протокол | - Адемі 16' - Petković 47' - Ольмо 55' - Гояк 79' |

| Групама Арена, Будапешт Глядачів: 20 321 |

| 6 серпня 2019 21:45 (20:45 UTC+2) 1-й матч |

| Црвена Звезда | 1–1      | Копенгаген      |
| ------------- | -------- | --------------- |
| Павков 44'    | Протокол | Wind 84' (пен.) |

| Стадіон імені Райко Митича, Белград Глядачів: 40 812 |

| 13 серпня 2019 21:00 (20:00 UTC+2) 2-й матч |

| Копенгаген                                                                                                   | 1–1      | Црвена Звезда                                                                                          |
| --- | -------- | --- |
| Н'Доє 45' | Протокол | Боак'є 17'                                                                                             |
| | Пенальті | |
| - Wind - Фішер - Сотіріу - Бенгтссон - Зека - Н'Доє - Бартолець - Nelsson - Папаяннопулос - Grytebust - Wind | 6–7      | - Марін - Іванич - Jevtović - Jander - Pankov - Jovančić - Simić - Дегенек - Гобельїч - Борян - Pankov |

| Паркен, Копенгаген Глядачів: 29 872 |

| 7 серпня 2019 21:15 (20:15 UTC+2) 1-й матч |

| Марибор     | 1–3      | Русенборг                        |
| ----------- | -------- | -------------------------------- |
| Таварес 70' | Протокол | - Седерлунн 50', 64' - Єнсен 71' |

| Людські врт, Марибор Глядачів: 10 316 |

| 13 серпня 2019 20:00 (19:00 UTC+2) 2-й матч |

| Русенборг                            | 3–1      | Марибор            |
| ------------------------------------ | -------- | ------------------ |
| - Седерлунн 53' - Конрадсен 61', 81' | Протокол | Požeg Vancaš 45+2' |

| Леркендал, Тронгейм Глядачів: 18 564 |

### Шлях нечемпіонів
| 7 серпня 2019 20:45 1-й матч |

| Істанбул Башакшехір | 0–1      | Олімпіакос  |
| ------------------- | -------- | ----------- |
|                     | Протокол | Масурас 53' |

| Башакшехір Фатіх Терім, Стамбул Глядачів: 4 301 |

| 13 серпня 2019 21:30 2-й матч |

| Олімпіакос                          | 2–0      | Істанбул Башакшехір |
| ----------------------------------- | -------- | ------------------- |
| - Semedo 55' - Вальбуена 78' (пен.) | Протокол |                     |

| Георгіос Караїскакіс, Пірей Глядачів: 28 521 |

| 7 серпня 2019 20:00 1-й матч |

| Краснодар | 0–1      | Порту        |
| --------- | -------- | ------------ |
|           | Протокол | Олівейра 89' |

| Стадіон «Краснодар», Краснодар Глядачів: 34 874 |

| 13 серпня 2019 22:00 (20:00 UTC+2) 2-й матч |

| Порту                         | 2–3      | Краснодар                            |
| ----------------------------- | -------- | ------------------------------------ |
| - Зе Луїш 57' - Луїс Діас 76' | Протокол | - де Вілена 3' - Сулейманов 13', 34' |

| Драгау, Порту Глядачів: 48 520 |

| 7 серпня 2019 21:30 (20:30 UTC+2) 1-й матч |

| Брюгге             | 1–0      | Динамо (Київ) |
| ------------------ | -------- | ------------- |
| Ванакен 37' (пен.) | Протокол |               |

| Ян Брейдел, Брюгге Глядачів: 27 018 |

| 13 серпня 2019 20:30 2-й матч |

| Динамо (Київ)                                     | 3–3      | Брюгге                                 |
| ------------------------------------------------- | -------- | -------------------------------------- |
| - Буяльський 6' - Шепелєв 50' - Мехеле 90+3' (аг) | Протокол | - Делі 38' - Вормер 88' - Openda 90+5' |

| НСК «Олімпійський», Київ Глядачів: 42 152 |

| 7 серпня 2019 21:00 (20:00 UTC+2) 1-й матч |

| Базель     | 1–2      | ЛАСК                       |
| ---------- | -------- | -------------------------- |
| Дзуффі 87' | Протокол | - Trauner 51' - Klauss 82' |

| Санкт-Якоб Парк, Базель Глядачів: 20 470 |

| 13 серпня 2019 21:30 (20:30 UTC+2) 2-й матч |

| ЛАСК                                       | 3–1      | Базель    |
| ------------------------------------------ | -------- | --------- |
| - Ranftl 59' - Goiginger 89' - Raguž 90+4' | Протокол | Ademi 80' |

| Лінцер, Лінц Глядачів: 12 966 |

## Раунд плей-оф
5 серпня 2019 р., о 13:00 (12:00 CEST) відбулося жеребкування раунду плей-оф.

### Команди
До жеребкування раунду плей-оф потрапило 12 команд:
- Шлях чемпіонів: 2 команди, що потрапили в цей раунд напряму, та 6 переможців третього кваліфікаційного раунду. З них 4 команд сіяні, а 4 інших — несіяні.
- Шлях нечемпіонів: 4 переможця третього кваліфікаційного раунду. З них 2 команди сіяні, а 2 інші — несіяні.

| Шлях чемпіонів                                              | Шлях чемпіонів                                        | Шлях нечемпіонів           | Шлях нечемпіонів          |
| Сіяні                                                       | Несіяні                                               | Сіяні                      | Несіяні                   |
| ----------------------------------------------------------- | ----------------------------------------------------- | -------------------------- | ------------------------- |
| - Аякс[†] - Клуж[†] - Црвена Звезда[†] - Динамо (Загреб)[†] | - Янг Бойз - АПОЕЛ[†] - Славія (Прага) - Русенборг[†] | - Краснодар[†] - Брюгге[†] | - ЛАСК[†] - Олімпіакос[†] |

Примітки
1. † Переможці третього кваліфікаційного раунду. Команди, відмічені курсивом, обіграли команду з більшим коефіцієнтом і, таким чином, використовули коефіцієнт суперника під час жеребкування.

### Результати
Перші матчі були зіграні 20 та 21 серпня, а другі — 27 та 28 серпня 2019.
| Команда 1       | Заг.    | Команда 2      | 1-й матч | 2-й матч |
| --------------- | ------- | -------------- | -------- | -------- |
| Динамо (Загреб) | 3-1     | Русенборг      | 2–0      | 1-1      |
| Клуж            | 0–2     | Славія (Прага) | 0–1      | 0–1      |
| Янг Бойз        | 3-3 (ч) | Црвена Звезда  | 2–2      | 1-1      |
| АПОЕЛ           | 0–2     | Аякс           | 0–0      | 0–2      |

| Команда 1  | Заг. | Команда 2 | 1-й матч | 2-й матч |
| ---------- | ---- | --------- | -------- | -------- |
| ЛАСК       | 1-3  | Брюгге    | 0–1      | 1-2      |
| Олімпіакос | 6-1  | Краснодар | 4–0      | 2-1      |

### Шлях чемпіонів
| 21 серпня 2019 22:00 (21:00 UTC+2) 1–й матч |

| Динамо (Загреб)                  | 2-0      | Русенборг |
| -------------------------------- | -------- | --------- |
| - Petković 8' (пен.) - Оршич 28' | Протокол |           |

| Максимір, Загреб Глядачів: 23 859 |

| 27 серпня 2019 22:00 (21:00 UTC+2) 2–й матч |

| Русенборг | 1-1      | Динамо (Загреб) |
| --------- | -------- | --------------- |
| David 11' | Протокол | Гояк 71'        |

| Леркендал, Тронгейм Глядачів: 18 173 |

| 20 серпня 2019 22:00 1–й матч |

| Клуж | 0-1      | Славія (Прага) |
| ---- | -------- | -------------- |
|      | Протокол | Масопуст 28'   |

| Константін Радулеску, Клуж-Напока Глядачів: 15 196 |

| 28 серпня 2019 22:00 (21:00 UTC+2) 2–й матч |

| Славія (Прага) | 1-0      | Клуж |
| -------------- | -------- | ---- |
| Боржил 66'     | Протокол |      |

| Еден Арена, Прага Глядачів: 18 562 |

| 21 серпня 2019 22:00 (21:00 UTC+2) 1–й матч |

| Янг Бойз                      | 2-2      | Црвена Звезда              |
| ----------------------------- | -------- | -------------------------- |
| - Ассале 7' - Оаро 76' (пен.) | Протокол | - Дегенек 18' - García 46' |

| Стад де Суїсс, Берн Глядачів: 26 375 |

| 27 серпня 2019 22:00 (21:00 UTC+2) 2–й матч |

| Црвена Звезда | 1-1      | Янг Бойз            |
| ------------- | -------- | ------------------- |
| Vukanović 59' | Протокол | Бен-Набуан 82' (аг) |

| Стадіон імені Райко Митича, Белград Глядачів: 47 487 |

| 20 серпня 2019 22:00 1–й матч |

| АПОЕЛ | 0-0      | Аякс |
| ----- | -------- | ---- |
|       | Протокол |      |

| ГСП, Нікосія Глядачів: 14 549 |

| 28 серпня 2019 22:00 (21:00 UTC+2) 2–й матч |

| Аякс                       | 2-0      | АПОЕЛ |
| -------------------------- | -------- | ----- |
| - Альварес 43' - Тадич 80' | Протокол |       |

| Йоган Кройф Арена, Амстердам Глядачів: 51 645 |

### Шлях нечемпіонів
| 20 серпня 2019 22:00 (21:00 UTC+2) 1–й матч |

| ЛАСК | 0-1      | Брюгге             |
| ---- | -------- | ------------------ |
|      | Протокол | Ванакен 10' (пен.) |

| Лінцер, Лінц Глядачів: 12 637 |

| 28 серпня 2019 22:00 (21:00 UTC+2) 2–й матч |

| Брюгге                     | 2-1      | ЛАСК              |
| -------------------------- | -------- | ----------------- |
| - Ванакен 70' - Денніс 89' | Протокол | Klauss 74' (пен.) |

| Ян Брейдел, Брюгге Глядачів: 25 319 |

| 21 серпня 2019 22:00 1–й матч |

| Олімпіакос                                         | 4-0      | Краснодар |
| -------------------------------------------------- | -------- | --------- |
| - Герреро 30' - Ранджелович 78', 85' - Поденсе 89' | Протокол |           |

| Георгіос Караїскакіс, Пірей Глядачів: 29 132 |

| 27 серпня 2019 22:00 2–й матч |

| Краснодар | 1-2      | Олімпіакос         |
| --------- | -------- | ------------------ |
| Utkin 10' | Протокол | Ель-Арабі 11', 48' |

| Стадіон «Краснодар», Краснодар Глядачів: 34 627 |

## Перелік посилань
1. 1 2  2019/20 Champions League match and draw calendar (англ) . UEFA.com. 14 січня 2019. Архів оригіналу за 26 червня 2019. Процитовано 18 червня 2019.
2. 1 2 3 4 5 6 7 8 9  Club coefficients. UEFA.com (англ.). Union of European Football Associations. 12 червня 2019. Архів оригіналу за 14 листопада 2019. Процитовано 12 червня 2019.
3. ↑  UEFA Champions League preliminary round draw: Tuesday 11 June (англ.). UEFA.com. 6 червня 2019. Архів оригіналу за 7 червня 2019. Процитовано 18 червня 2019.
4. 1 2 3 4 5 6 7 8 9 10 11 12 13 14 15 16 17 18 19 20 21 22 23 24  Summary UEFA Champions League – Round 2 (англ) . Soccerway. Архів оригіналу за 26 липня 2019. Процитовано 2 серпня 2019.
5. 1 2 3 4 5 6 7 8 9 10 11 12 13 14 15 16 17 18 19 20  Summary UEFA Champions League – Round 3 (англ) . Soccerway. Архів оригіналу за 21 серпня 2019. Процитовано 14 серпня 2019.
6. ↑  UEFA Champions League play-off round draw (англ.) . UEFA.com. Архів оригіналу за 22 липня 2019. Процитовано 25 серпня 2019.
7. 1 2 3 4 5 6 7 8 9 10 11 12  Summary UEFA Champions League – Round 3 (англ) . Soccerway. Архів оригіналу за 22 серпня 2019. Процитовано 09 вересня 2019.

## Зовнішні посилання
- Офіційний сайт